# Chepresch
Der Chepresch (auch Blaue Krone, Kriegskrone oder Kriegshelm genannt) ist eine altägyptische Kopfbedeckung und sowohl Bestandteil des Ornats der Kindgötter und der Könige (Pharaonen). Die Krone tauchte zum Ende der Zweiten Zwischenzeit in Relief-, später auch in rundplastischen Darstellungen auf.

## Darstellungen
Der Chepresch bezeichnet eine helmartig gewölbte Krone aus Leder, Metall oder Stoff von blauer, selten auch schwarzer Farbe, die oft mit zahlreichen kleinen Goldscheiben und an der Stirn, ähnlich wie auch das Nemes-Kopftuch, mit einer Uräusschlange versehen war.
Die Chepresch-Krone war seit der 18. Dynastie insbesondere das Ausstattungsmerkmal von Königen. In griechisch-römischer Zeit wurde sie oft in den Bildprogrammen als Kopfbedeckung der Pharaonen verwendet. Daneben fand die Chepresch-Krone seit Beginn der Ptolemäer-Herrschaft vermehrt in den ikonografischen Darstellungen von Kindgottheiten Anwendung, beispielsweise bei Hor-pa-chered.

Die Chepresch-Krone
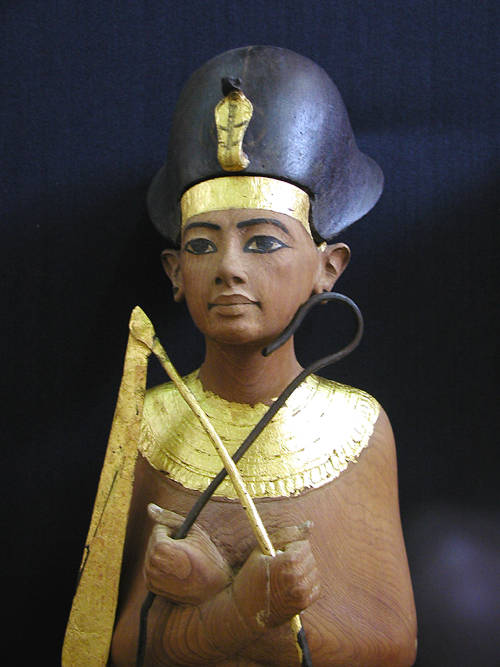
Uschebti des Tutanchamun mit Chepresch
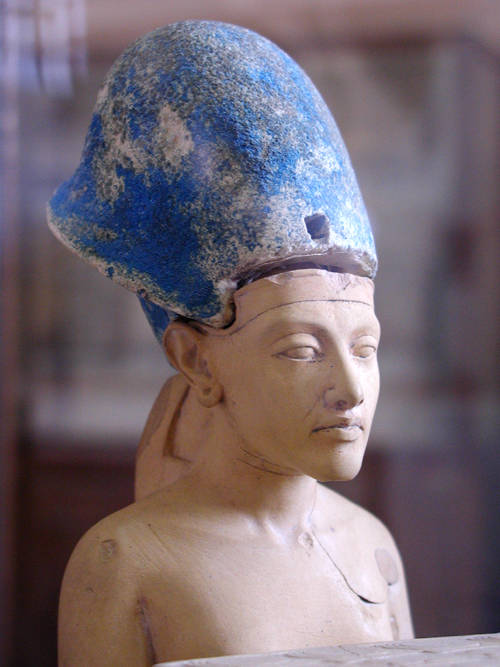
König Echnaton mit Chepresch

## Mythologische Verbindungen
In der ägyptologischen Forschung wurde die Chepresch-Krone lange Zeit als Kriegskrone interpretiert. Neuere Untersuchungen belegen jedoch, dass die Verwendung vielfältiger und nicht auf Kriegshandlungen beschränkt war. Zwar wurde sie häufig in den Bildprogrammen bezüglich des Sieges über die Feinde Ägyptens verwendet, doch sind auch andere Kronen in diesem Zusammenhang belegt. Daneben trug der König sehr oft die blaue Krone, wenn er als Kind zu sehen ist, insbesondere beim Stillen durch Göttinnen. Damit ist eine direkte Verbindung zu den Kindgottheiten gegeben, die ebenfalls in ähnlichen Erscheinungen auftraten.
Symbolisch diente die Chepresch-Krone wahrscheinlich der Erneuerung sowie Fruchtbarkeit (siehe Name, Cheperer-Hieroglyphe und Gott Chepre) und als Zeichen des rechtmäßigen Erben, der seinen legitimen Thronnachfolgeanspruch geltend macht. Die Gemeinsamkeit zwischen Königen und Kindgöttern bezüglich der Chepresch-Krone bestand darin, dass nur der König und der jeweilige Kindgott die blaue Krone als Zeichen der Herrschaft über Ägypten trug; der König als Zeichen der irdischen und der Kindgott als Symbol der göttlichen Herrschaft.